# Doença de Niemann-Pick
A doença de Niemann-Pick  refere-se a um grupo distúrbios metabólicos herdados que resultam em acúmulo de esfingomielina nas células nervosas. Gordura se acumula no fígado, pulmão, cérebro, baço e medula óssea. Estão incluídos na família maior de doenças de depósito lisossômico (DDL).

## Causa
São marcados por uma herança autossômica recessiva dos genes SMPD que resultam em filhos com distintas enzimas defeituosas e que resultam em um acúmulo de esfingomielina no retículo endotelial das células nervosas. Se ambos pais tem o gene SMPD o risco do filho ter a doença de 25%. Se um dos pais tem a doença e outro não tem o gene SMPD, os filhos sempre serão portadores do gene saudáveis. Se ambos pais tem a doença, todos filhos terão a doença. Apenas uma em cada 250,000 pessoas tem essa doença (quatro em cada um milhão de habitantes).

## Tipos
São divididas em 3 tipos:
- Tipo A: (forma clássica ou infantil) é causada pela deficiência da esfingomielina-fosfodiesterase e apresenta-se entre os 6-12 meses com progressiva hepatomegalia e deterioração neurológica. Geralmente é fatal antes dos 2 anos de idade.
- Tipo B: (forma não-neuropática ou visceral) ocorre na infância com hepatomegalia e infiltração pulmonar. Dificilmente passam dos 4 anos de idade.
  - Tipo C1: (forma subaguda ou juvenil) forma mais comum da doença (95% dos casos), é causado por um defeito no transporte intracelular de colesterol. Causa dificuldade para mover os olhos pra cima e pra baixo, fígado e baço alargados e atraso no desenvolvimento motor. Atraso no desenvolvimento mental aparece entre os 4 e os 10 anos. Quanto mais tarde aparecem os sintomas, melhor o prognóstico. O excesso de esfingomielina eventualmente é fatal e a maioria dos tipo C não chegam a completar 20 anos.
  - Tipo C2: ("Nova Scotian") tem sintomas parecidos e origem similar ao Tipo C1, mas é muito mais raro. Causa descoordenação motora (ataxia), problemas na fala e dificuldade para engolir.

## Epidemiologia
Afeta um em cada 250.000 para tipo A e B e um em cada 150.000 para tipo C1. É mais comum entre judeus ashkenazi (1 em cada 40.000). 

## Tratamento
Apenas sintomático, não há cura. Novos tratamentos para o tipo C mais eficientes estavam em fase de teste em 2009, 2010 e 2011.